# Góry Olutorskie
Góry Olutorskie (ros. Олюторский хребет) – pasmo górskie w azjatyckiej części Rosji, w Kraju Kamczackim.
Stanowią część Gór Koriackich; ciągną się na długości ponad 250 km od Zatoki Olutroskiej na północny wschód wzdłuż wybrzeża Morza Beringa; w północnej części łączą się z głównym pasmem Gór Koriackich, w centralnej i południowej części oddzielone od niego doliną rzeki Apuka; wysokość do 1712 m n.p.m. Powstały podczas orogenezy alpejskiej; zbudowane ze skał wylewnych, łupków i piaskowców; w niższych partiach zarośla kosej limby, w wyższych tundra górska.